# Danish Siddiqui
Danish Siddiqui est un photojournaliste indien, né le 19 mai 1983 à New Delhi et mort le 16 juillet 2021 à Spin Boldak en Afghanistan.
Il est lauréat en 2018 du prix Pulitzer de la photographie de reportage.

## Biographie
Ahmad Danish Siddiqui est né le 19 mai 1983 à New Delhi. Son père, Mohammad Akhtar Siddiqui, est professeur et a été doyen de la faculté des sciences de l’éducation à l’Université Jamia Millia Islamia (en) de New Delhi.
Danish Siddiqui étudie dans cette université entre 2005 et 2007 et a obtenu un diplôme en économie de l’Université Jamia Millia Islamia, puis un diplôme en communication du Centre de recherche sur la communication de masse (AJK) (en) en 2007. Marié à Rike, de nationalité allemande, il est le père d’un garçon, Yonus, et d’une fille, Sarah.
Danish Siddiqui a commencé sa carrière de journaliste comme correspondant du quotidien anglophone indien Hindustan Times puis d’une chaîne de télévision Today Channel.
Il a rejoint l’agence de presse internationale Reuters comme stagiaire en 2010,.
Il a couvert le tremblement de terre d’avril 2015 au Népal, la bataille de Mossoul (2016-2017), les attentats au Sri Lanka en 2019, la crise des réfugiés résultant du génocide des Rohingya, les manifestations à Hong Kong en 2019-2020, les émeutes de Delhi de 2020, et la pandémie de Covid-19 en Inde,.
En 2018, Danish Siddiqui devient le premier Indien aux côtés de son collègue Adnan Abidi et cinq autres confrères, à remporter le prix Pulitzer de la photographie pour leur travail de documentation sur la violence à laquelle est confrontée la communauté minoritaire Rohingya du Myanmar. Basé à Bombay, il dirige l’équipe de Reuters en Inde, et travaille en Asie du Sud, au Moyen-Orient et en Europe.
Ses images sont publiées par de nombreux titres de la presse internationale : National Geographic Magazine, The New York Times, The Guardian, The Washington Post, The Wall Street Journal, Time Magazine, Forbes, Newsweek, NPR, BBC, CNN, Al Jazeera, South China Morning Post, The Straits Times, Bangkok Post, The Sydney Morning Herald, The Los Angeles Times, The Boston Globe, The Globe and Mail, Le Figaro, Le Monde,, Der Spiegel, Stern, Berliner Zeitung, The Independent, The Daily Telegraph, Gulf News, Libération, etc.

### Mort
Danish Siddiqui trouve la mort à 38 ans, le 16 juillet 2021,, à Spin Boldak en Afghanistan, alors qu’il photographiait des combats entre les forces spéciales de sécurité afghanes et les talibans à proximité d’un poste-frontière avec le Pakistan.
Il était embarqué avec les forces spéciales afghanes dans la ville de Kandahar.
Plus tôt dans la journée du 16 juillet, Siddiqui avait annoncé à Reuters qu’il avait été blessé au bras par des éclats d’obus alors que le véhicule dans lequel il se trouvait avait été pris pour cible par les Talibans, et qu’« il avait été soigné et se rétablissait lorsque les talibans se sont retirés des combats qui avaient lieu à Spin Boldak »,
Selon une enquête approfondie menée par Reuters publiée le 23 août, Danish Siddiqui s’était réfugié dans une mosquée pour échapper aux recherches des Talibans, mais il est abattu en même temps qu’un officier supérieur afghan et un médecin des forces spéciales afghanes alors qu’ils tentent de fuir. Ils ont été « oubliés » sur place à la suite de mauvaises interprétations dans les communications, par la section des forces spéciales au cours de sa retraite dans la confusion.
Le magazine India Today rapporte que, selon un commandant afghan, « les insurgés talibans avaient d’abord tiré sur Danish Siddiqui, puis avaient manqué de respect et mutilé son corps lorsqu’ils ont appris son identité indienne ».
Danish Siddiqui est inhumé le 18 juillet 2021, à la demande de sa famille, dans le cimetière du campus de son Alma Mater, l’Université Jamia Millia Islamia à New Delhi,.
En mars 2022, les parents de Danish Siddiqui annoncent qu’il saisissent la Cour pénale internationale « pour engager des poursuites pour « crimes de guerre » contre six dirigeants talibans ainsi que contre d’autres commandants du mouvement islamiste non identifiés, qui ont (…) ciblé leur fils parce qu’il était photojournaliste et parce qu’il était un ressortissant indien ».

## Exposition
Liste non exhaustive
- 2021 : Vie et mort à New Delhi face à la deuxième vague, 33e Festival international du photojournalisme Visa pour l’Image (Perpignan) du 28 août au 30 septembre[18].

## Prix et récompenses
- 2012 : China International Press Photo Contest (en), médaille d’or, Economy, Science & Technology News, Singles
- 2013 : Sony World Photography Awards, 3e Place, Arts and Culture Category[19]
- 2013 : Media Foundation of India (MFI), mention honorable, Sports Singles Category
- 2014 : Atlanta Photojournalism Awards, 3e Place, Feature Category[20]
- 2017 : Atlanta Photojournalism Awards, 1re Place, Feature Category[21]
- 2018 : Prix Pulitzer de la photographie de reportage dans la catégorie « Feature Photography » pour des images qui ont exposé au monde la violence à laquelle les réfugiés Rohingyas ont été confrontés en fuyant le Myanmar[4],[5].
- 2018 : Distinguished Alumni Award de la Jamia Millia Islamia (JMI)[2]
- 2021 : figure dans TIME's Top 100 Photos of 2021[22]
- 2022 : Prix Pulitzer de la photographie de reportage dans la catégorie « Feature Photography » avec Adnan Abidi, Sanna Irshad Mattoo, Amit Dave  de Reuters pour leur couverture de la crise du Covid en Inde[23]